# Papunahua
Papunahua est un corregimiento départemental de Colombie, situé dans le département de Vaupés.

## Transport
Le río Papunáua est la principale voie de transport du corregimiento départemental de Papunahua.